# Fábrica de harinas San Antonio

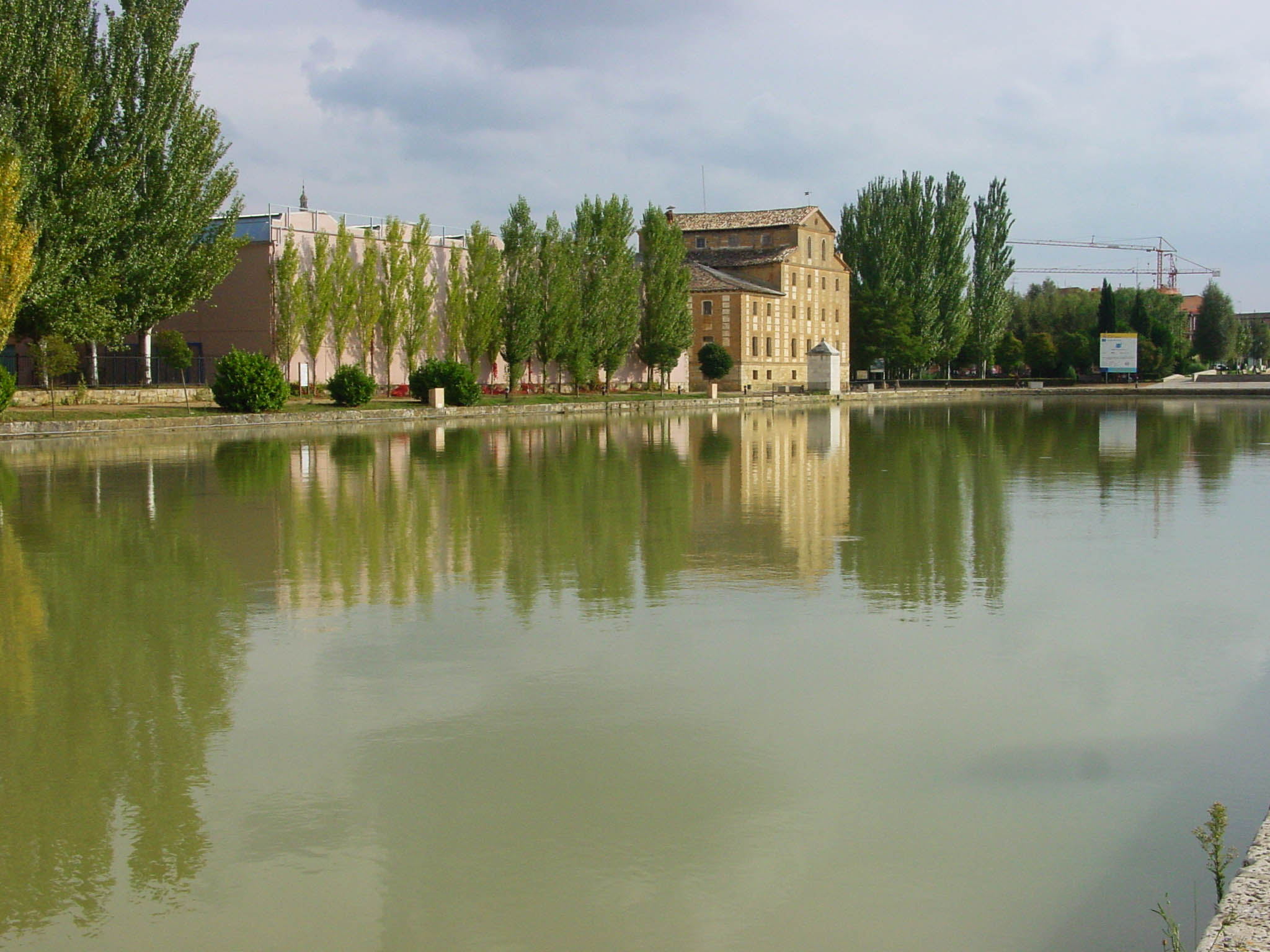
Dársena de la fábrica de harinas

La fábrica de harinas San Antonio situada en Medina de Rioseco (provincia de Valladolid, España), se encuentra en el primer salto de agua de la dársena del Canal de Castilla y data de 1852, funcionando por medio de molinos de piedra. Posteriormente se instalaron cilindros estriados que sustituyen esas piedras.Fue tramitada su incoación como Bien de Interés Cultural con categoría de Monumento, el 28 de febrero de 2008.

## Historia
En el siglo XIX, gracias primero a la terminación del canal de castilla (1849), y después de la Llegada del ferrocarril a Valladolid (1864) se produjo un impulso de la industria harinera en la provincia de Valladolid.
En 1912 experimenta una reforma y se modifica la instalación introduciendo las operaciones de limpia y molienda con maquinaria moderna. En 1914, gracias a la neutralidad de España en la Primera Guerra Mundial, se produjo un fuerte aumento de las exportaciones harineras a los países en guerra.
En 1944 se hace la reforma a la que corresponde, en líneas generales, su actual sistema productivo. De este mismo año es el diagrama de funcionamiento diseñado por la firma suiza Daverio, especializada en instalaciones harineras, por encargo de D. Antonio de Hoyos, «para moler automáticamente 17.000 kilos de trigo blando en 24 horas». 
A lo largo de su historia ha pertenecido a distintos propietarios hasta que recientemente, a los pocos años de cerrar su producción, ha pasado a ser propiedad del Ayuntamiento de Medina de Rioseco.

## Arquitectura
Es un edificio de planta cuadrada con distintos cuerpos y alturas que alcanza cinco pisos en el cuerpo principal. Tiene estructura de madera, con muros de ladrillo que arrancan de un zócalo de sillares de piedra, y huecos de luz verticales con dintel curvo, rematados por arcos de mortero. La cubierta es de teja curva. 

### Interior

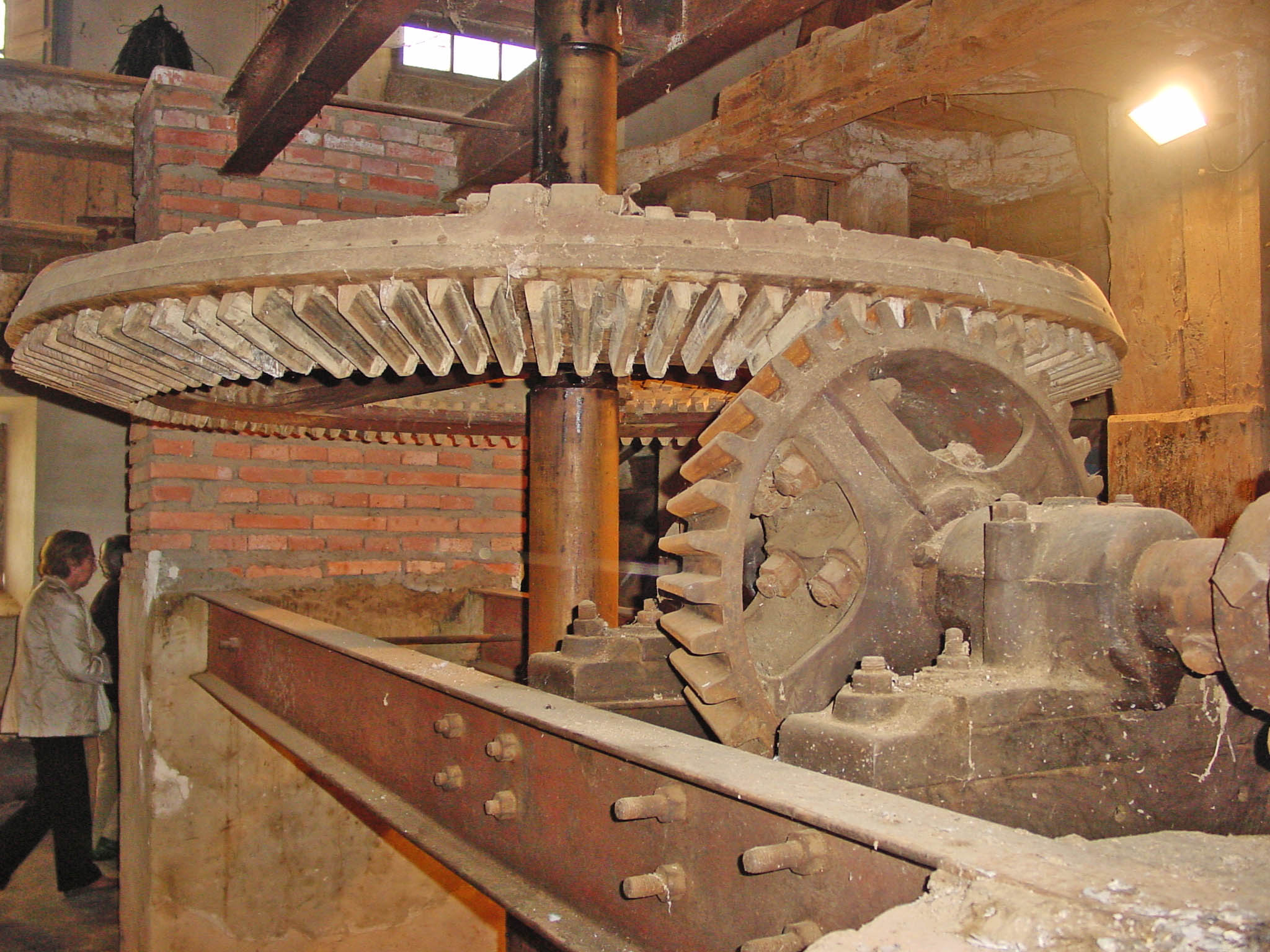
Engranaje cónico. Debajo del eje vertical está la turbina que se mueve por el agua del canal. El eje horizontal trasmite la potencia a un eje de poleas.

El interior de la fábrica se distribuye de acuerdo con las funciones fabriles, estableciéndose espacios para energía motriz, almacenamiento de trigo, molienda, cribado, cernido y aspiración general, distribuidos del siguiente modo: 
- Planta baja: turbina, panera y almacén.
- Planta 1.ª: molienda.
- Planta 2.ª: limpia.
- Planta 3.ª: cernido.
- Planta 4.ª: aspiración.

La mayoría de la maquinaria conservada en su interior es la instalada en 1944, ya que apenas ha experimentado modificaciones a lo largo de su funcionamiento, constituyendo actualmente el principal atractivo de la fábrica. 
Como ya se ha citado, el proyecto de producción y su instalación fue realizado en 1944 por la firma suiza Daverio, cuya marca figura en la mayoría de las máquinas; el resto de maquinaria exhibe marcas de las firmas Robinson, Buhler, Morros, Gombar, Henri Simon y Pérez y Montané, complementándose todas ellas con motores y aparatos eléctricos de la marca Siemens.

## Proceso productivo

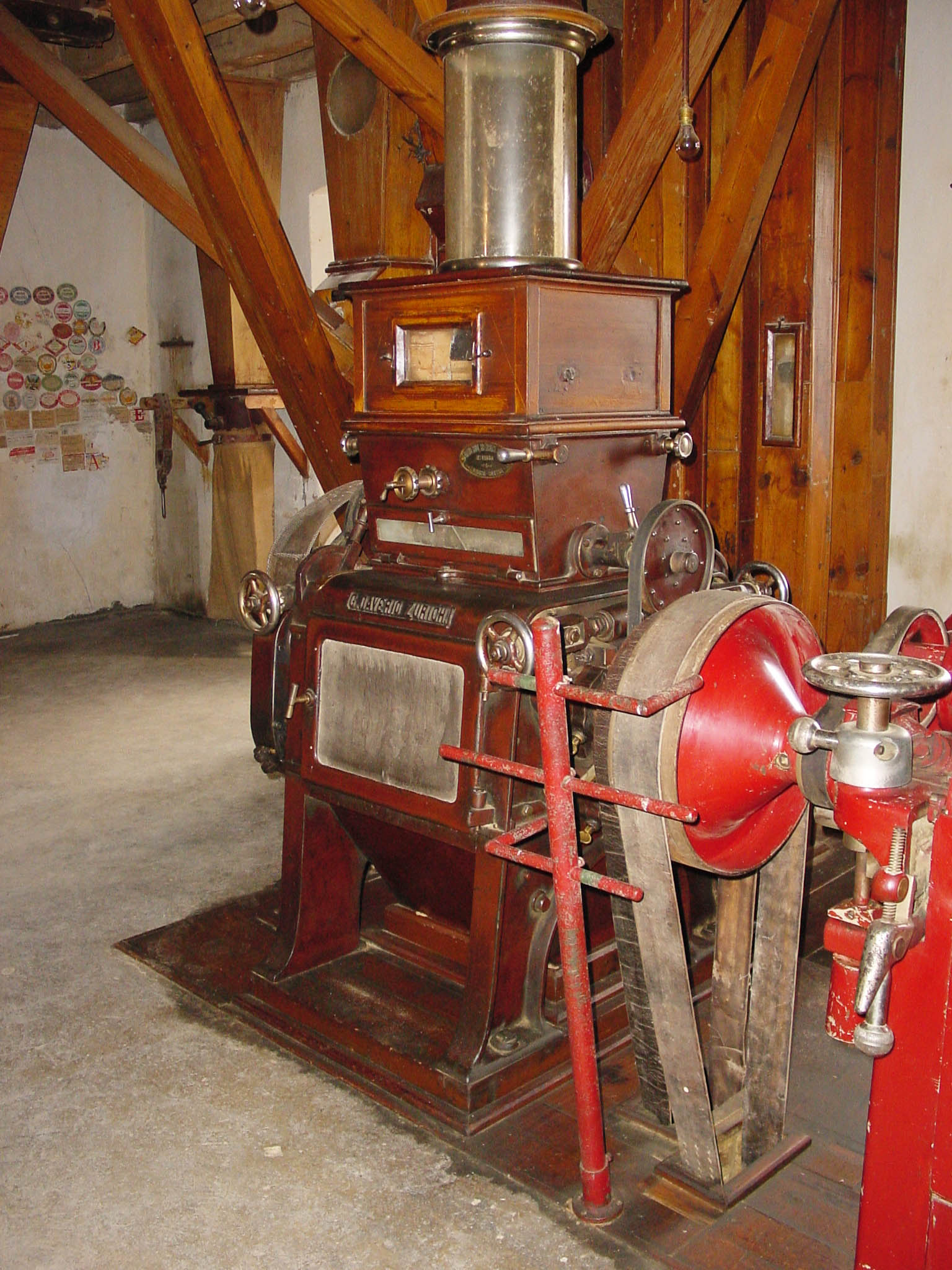
Maquinaria de la casa suiza Daverio.

La instalación y distribución de la maquinaria en los distintos espacios de la fábrica obedece al proceso productivo que a continuación se detalla: 
Desde la piquera de la planta baja, por medio de elevadores de cangilones, el trigo es elevado a la planta tercera, pasa por la desterradora, separando las partículas de tierra y semillas de tamaño inferior al grano de trigo; también posee aspiración para separar productos de peso inferior, pajas, etc. 
De la desterradora pasa al separador o monitor de zig-zag, en la segunda planta, que separa por medio de chapas perforadas, productos más gruesos que el grano de trigo (piedras, espigas mal trilladas y otros); en el interior posee un aspirador que separa los productos más livianos. 
Del monitor de zig-zag, pasa a la deschinadora de ocho calles, en la primera planta, donde se separan las chinas y las manda a la deschinadora de repaso, también en la planta primera. 
Desde esta última, nuevamente sube el trigo a la tercera planta, pasando por el triarvejón, para extraer las semillas redondas, neguillas, granos partidos, etc.
Del triarvejón, el trigo pasa a la despuntadora, en la segunda planta. Esta máquina separa germen y, por medio de un aspirador que tiene incorporado, separa el polvo que ha producido el roce del trigo sobre la chapa áspera que lleva incorporada. 

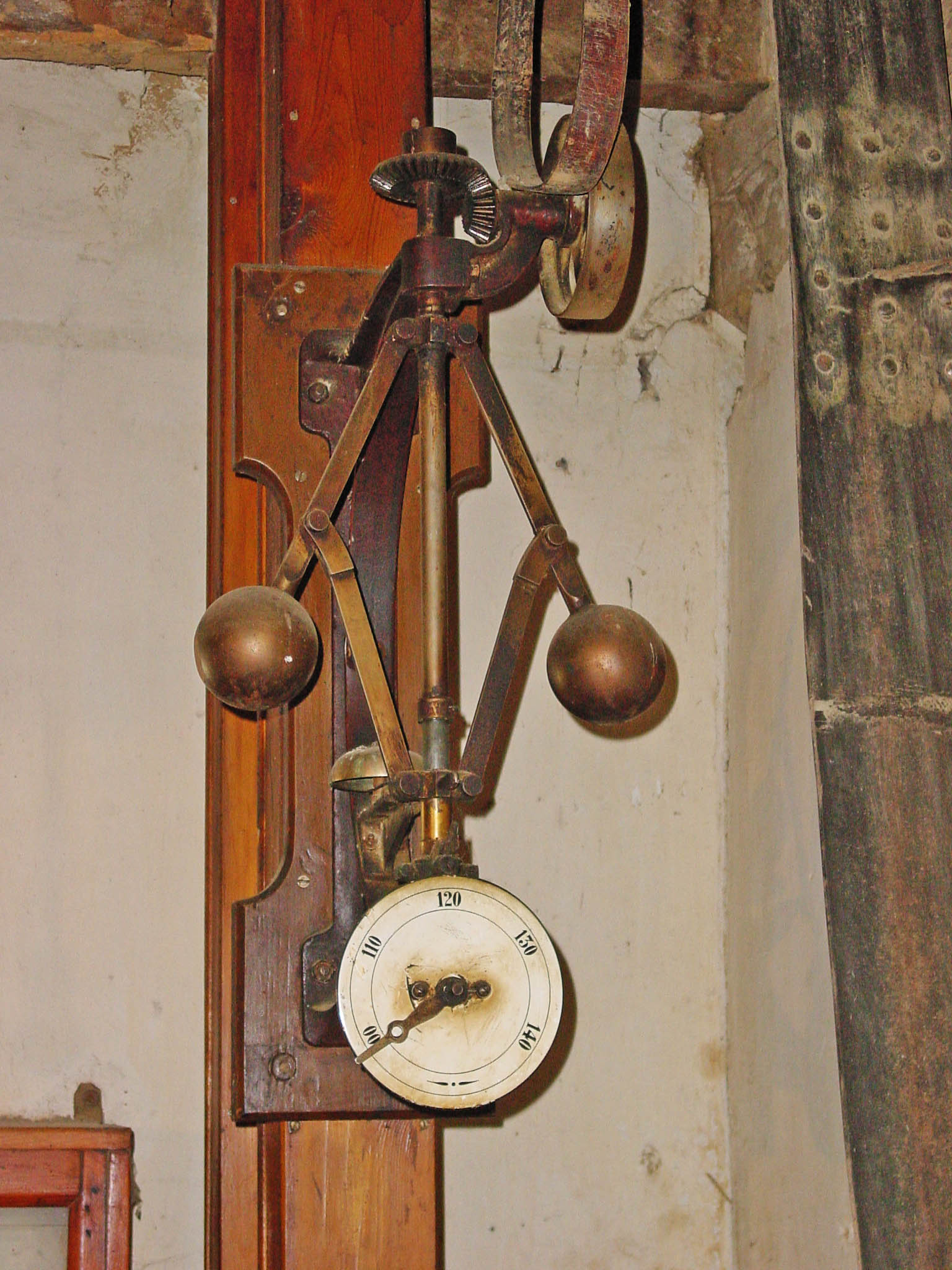
Regulador Watt.

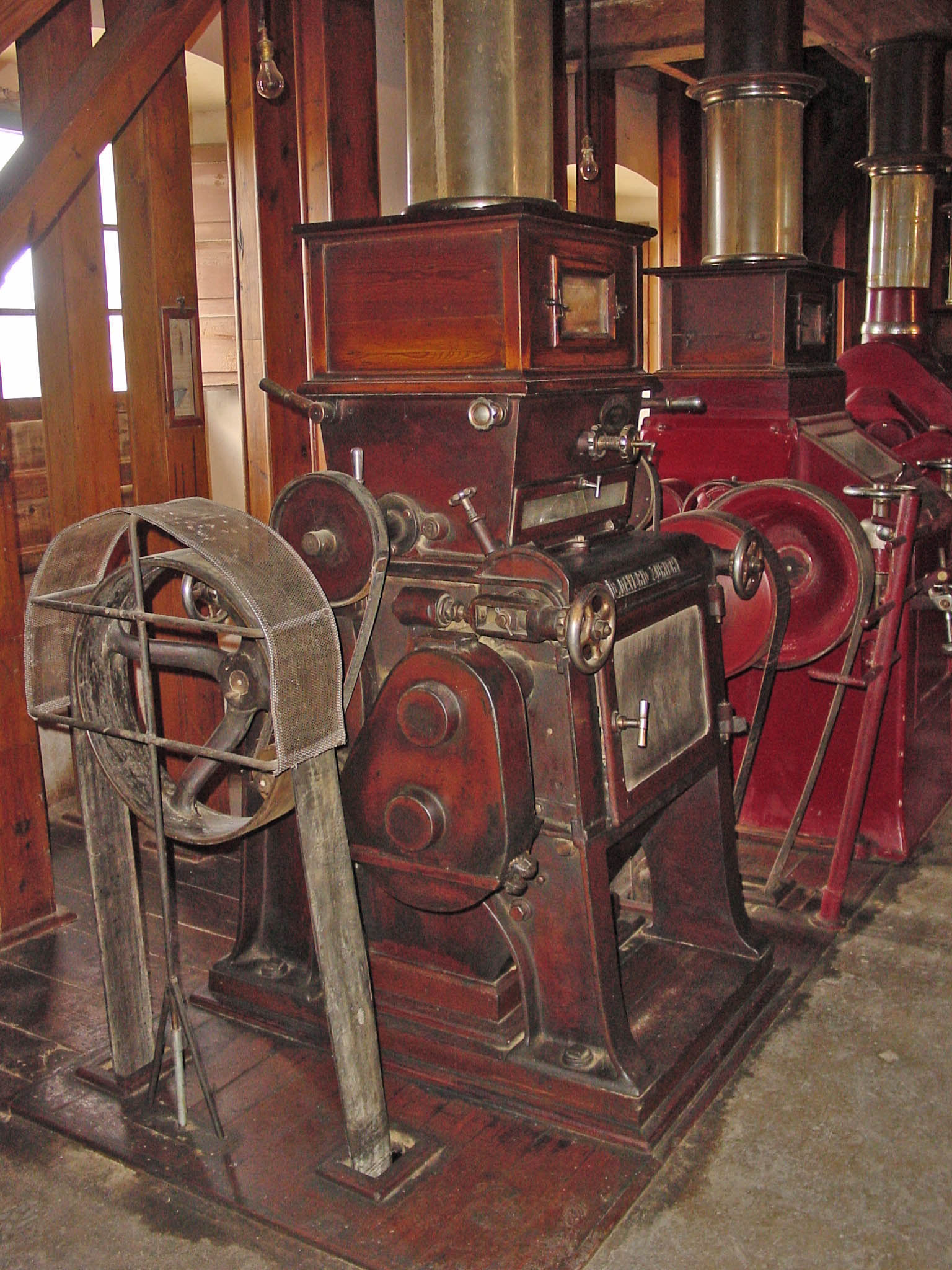
Batería de molinos.

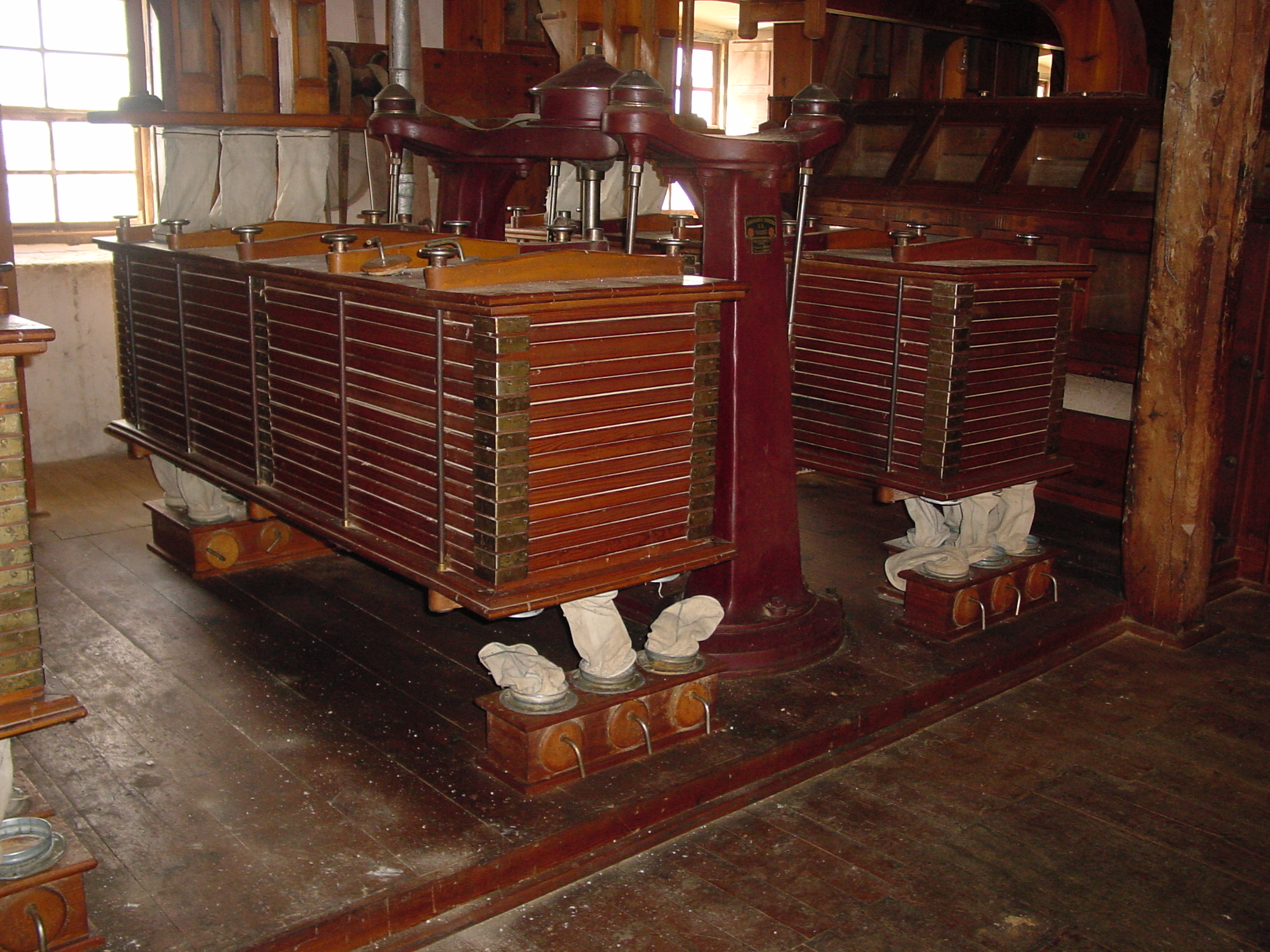
Cernedor.

De la despuntadora baja a la hidrolavadora, en la primera planta. Esta máquina es muy útil cuando los trigos tienen tizón. 
A continuación el trigo sube a la tercera planta para pasar por el rociador que le añade el agua necesaria para el buen acondicionamiento. De aquí cae a los depósitos de reposo para conseguir una humedad por igual, permaneciendo en ellos entre dieciséis y dieciocho horas según su dureza. 
Los dosificadores de trigo limpio de la planta baja, recogen el grano de los depósitos de reposo y lo envían al depósito de volteo, anexo a ellos. 
El aspirador de volteo, en la tercera planta, además de recoger el polvo que se origina en el movimiento del grano, sirve para que se refresque, si es que se ha calentado por la humedad. 
Posteriormente se procede a la segunda limpia, haciéndolo pasar por la satinadora en la segunda planta, pasando previamente por el separador magnético. 
El separador magnético, montado en la satinadora, elimina las partículas metálicas que se hayan podido mezclar con el grano. 
La satinadora tiene un manto de esmeril para que el trigo sea raspado sobre el mismo para su mejor limpieza. 
Pasa luego el trigo a la criba de repaso, en la tercera planta, para separar las puntas de grano rotas y el polvo que no ha separado la satinadora. De aquí va al pulverizador de la segunda planta. 
El pulverizador, en la segunda planta, incorpora humedad al exterior del grano para que quede correoso y no disgregue en la trituración, así las harinas serán más blancas y limpias. 
Cae el grano al depósito de espera de la primera trituración que se encuentra debajo del pulverizador. 
El primer molino doble, Daverio Super Novo, en la primera planta, hace la primera y segunda trituración. Continúa la molturación en los siguientes molinos de la primera planta: Daverio Novo diagonal, para tercera y cuarta trituración; Daverio diagonal, desagregador y primera compresión; Robinson, para segunda y tercera compresión; Daverio, para cuarta y quinta compresión; Daverio, para sexta compresión y quinta trituración. 
Los productos elaborados por estos molinos caen a la planta baja y son elevados a la planta tercera o planta de cernido por elevadores de cangilones. Cuando el producto ha pasado por los molinos de compresión, antes de subir al cernido, pasa por los desatadores para eliminar las placas que se producen en la compresión. 
Los plansichter reciben los productos de los molinos, clasificándolos y enviándolos unos a los sasores que clasifican las sémolas y otros a distintas máquinas para su terminación. 
Una vez cernido el salvado, pasa a la cepilladora de salvados, en la segunda planta, para desprender la harina que se pueda haber quedado pegada al salvado. 
Las harinas que se producen en cada pasada caen a una rosca transportadora o sinfín que los envía a los depósitos de empaque, después de una pasada de seguridad. 
Los productos finales pasan al torno divisor de salvados para su clasificación. En la segunda planta hay un molino Daverio diagonal para el remolido de salvados. 
Finalmente, pasa a la empacadora de cuatro tolvas. Las dos centrales son para harina, las laterales para los salvados. Hay otras dos tolvas más pequeñas para envasar subproductos. 
Los productos terminados son: harina, tercerilla, cuarta y salvado de hoja.